# Carbonat de bariu
Carbonatul de bariu este un compus anorganic cu formula BaCO3, fiind sarea bariului cu acidul carbonic. În natură este răspândit sub forma mineralului denumit witerită.

## Obținere
Carbonatul de bariu se obține la nivel industrial din sulfura de bariu, care este tratată fie cu carbonat de sodiu la 60 - 70 °C, fie cu dioxid de carbon la 40 - 90 °C.
BaS + Na2CO3 → BaCO3 + Na2S
În cadrul primului proces, carbonatul de sodiu solid sau în formă dizolvată este amestecat cu o soluție de sulfură de bariu, și se filtrează precipitatul de carbonat de bariu obținut, care se separă și se usucă.

## Proprietăți
Carbonatul de bariu reacționează cu acizii, cum este acidul clorhidric, pentru a forma săruri solubile ale bariului, cum este în cazul de față clorura de bariu:
BaCO
3(s) + 2 HCl(aq) → BaCl
2(aq) + CO
2(g) + H
2O(l)
Totuși, reacția cu unii acizi poate duce la formarea de precipitați. De exemplu, cu acidul sulfuric se obține sulfatul de bariu, o sare insolubilă.